# Эль-Мутун
Эль-Мутун (исп. El Mutún), Эль-Серро-Мутун (исп. El Cerro Mutún) — крупнейшее в мире месторождение железных и марганцевых руд.
Расположено на самом юго-востоке Боливии, в провинции Херман-Буш департамента Санта-Крус, в 30 км к югу от города Пуэрто-Суарес, на границе с Бразилией (бразильская часть месторождения известна под названием Serrania de Jacadigo). Занимает площадь 60—75 км².
Запасы оцениваются примерно в 40 млрд тонн железных 50%-х руд (около 5 % планетарных запасов), состоящих в основном из гематитов и магнетитов, и 10 млрд тонн марганцевых. Это крупнейшее железнорудное месторождение, но не крупнейший железнорудный бассейн: состоящая из множества месторождений российская Курская магнитная аномалия содержит более 55 млрд тонн руды.
Месторождение известно с 1920 года, однако в XX веке его запасы оценивались гораздо скромнее: в 3 млрд тонн железных руд и 40 млн тонн марганцевых.

## Разработка
Добыча руды ведётся открытым способом.
29 января 2019 года на месторождении китайской компанией Sinosteel началось строительство совместного боливийско-китайского металлургического завода, работающего на экологически чистых технологиях. Запланированы инвестиции в 546 млн долларов, стройка должна занять 2 года.